# Case Gazzoli
Case Gazzoli è una frazione del comune italiano di Pianello Val Tidone in provincia di Piacenza.
La frazione è costituita da un gruppo di case e da un complesso, originariamente denominato Case degli Orsi di Gazzoli, separati tra loro dal Rio Gazzoli, affluente del torrente Chiarone.

## Geografia fisica

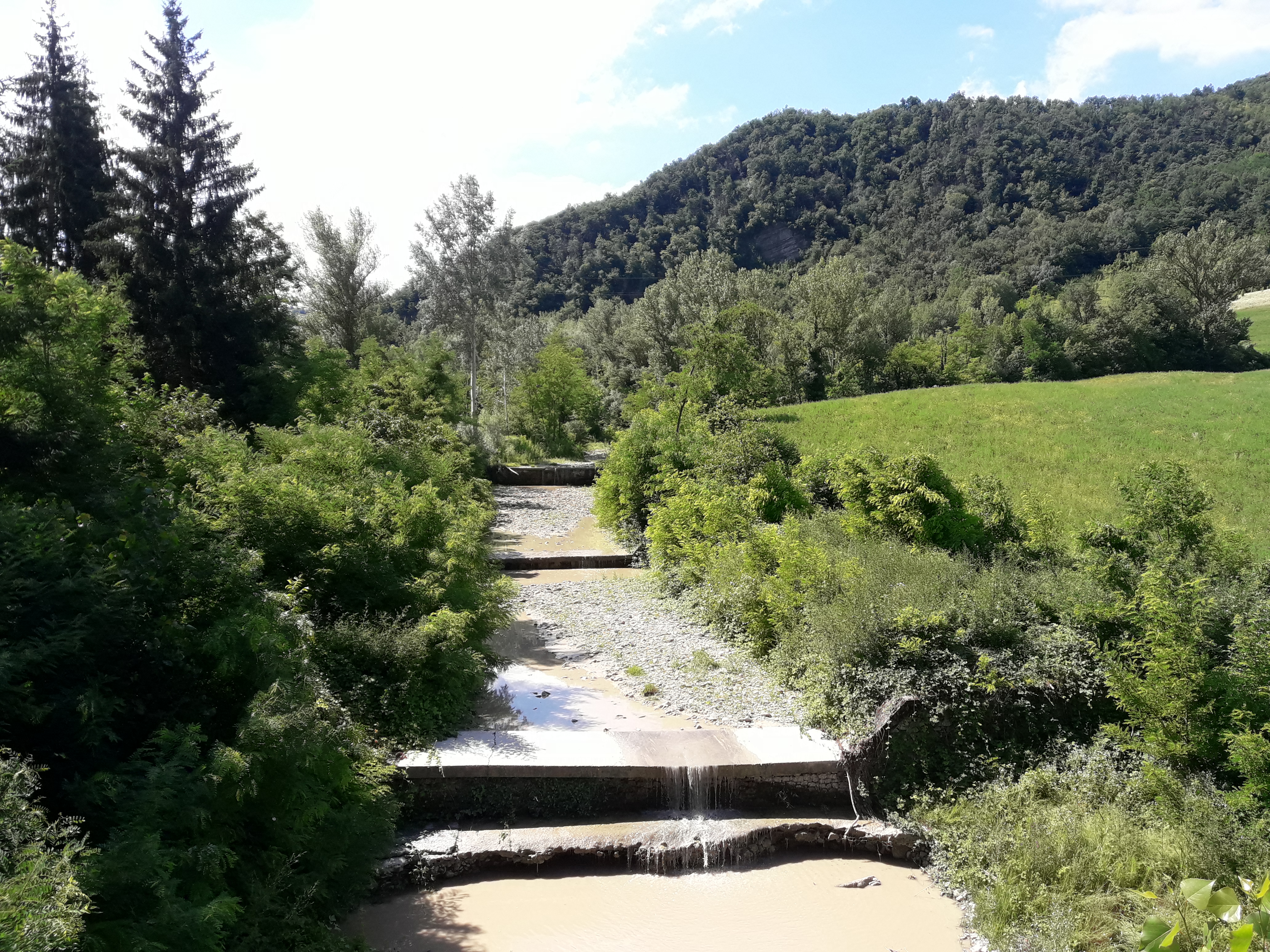
Il Chiarone nei pressi di Case Gazzoli

Case Gazzoli si trova sull'Appennino ligure, in una zona collinare alle prime propaggini della val Chiarone, a un'altitudine di 216 m s.l.m., a circa 3 km dal capoluogo, sulla riva sinistra del torrente Chiarone, affluente del Tidone.

## Origini del nome
Il toponimo Gazzoli (come Gazzo, Gazzolo, Gaccio, ecc.) viene fatto derivare dal longobardo gahagi, poi latinizzato in Gagium o Gazium, che significa terreno o bosco recintato e riservato.
In alcune mappe di epoca settecentesca la frazione è citata anche come Case delli Orsi di Gazzuoli, toponimo derivato dalla famiglia Orsi, la quale risiedeva nella zona: il cognome Orsi era già presente negli estimi rurali farnesiani relativi ai comuni di Pianello Val Tidone, Fravica e Gabbiano, sotto la cui giurisdizione era posta all'epoca Case Gazzoli.

## Storia
L'abitato non risulta legato ad eventi storici di rilievo, tuttavia le sue origine sono certamente precedenti al XVIII secolo, come attestato da alcune mappe del feudo del conte Giramonte dal Verme.
Un documento del 1647 riporta che il duca Ranuccio II Farnese concesse la carica di "Assistente Sergente maggiore dele milizie da piedi della Valtidone" a un certo Girolamo Orsi, in seguito ai suoi servigi resi durante una battaglia combattuta nei pressi di Sabbioneta. Non si è però certi del legame tra gli Orsi di Case Gazzoli e questo Girolamo Orsi.
Risale all'epoca napoleonica una planimetria, realizzata a fini catastali che mostra una corte interna chiusa, in seguito, la corte venne rimaneggiata aprendola su di un lato.

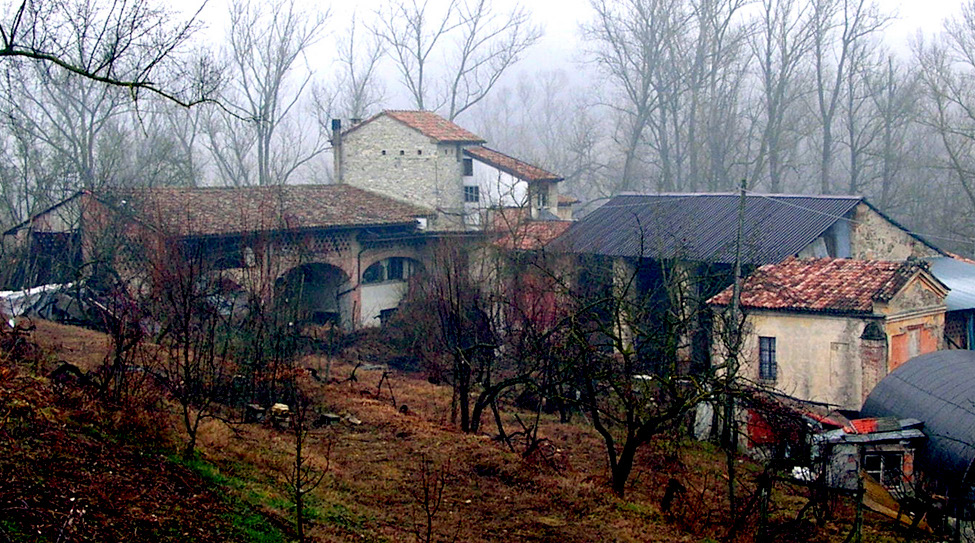
Il complesso di Case degli Orsi con l'oratorio

Verso la metà del XIX secolo le proprietà della famiglia Orsi nella frazione vennero dapprima divise tra vari eredi e, in seguito, venduta. In questo modo tutti i possedimenti originariamente appartenuti alla famiglia Orsi, incluse case e terre, furono divisi tra le famiglie Gatti e Schiappacassi. Le proprietà vennero, in seguito, riunite a seguito di un matrimonio tra gli eredi delle due famiglie.
Nel 1921 il proprietario Francesco Gatti vendette l'intera proprietà a Ernesto Capelli. Testimonianze tramandate oralmente riportano che Francesco Gatti avrebbe venduto i propri possedimenti a Case Gazzoli in seguito al misterioso suicidio di due serve. Dopo diverse vicissitudini, vendite, divisioni tra gli eredi, il complesso edificato di case degli Orsi è divenuto proprietà della famiglia di una nipote di Ernesto Capelli.
Negli anni successivi il complesso ha subito numerose trasformazioni e "rimodernamenti", tra cui l'abbassamento della torre colombara, che originariamente presentava una copertura a quattro spioventi, in seguito sostituita da un tetto a due spioventi.

## Monumenti e luoghi d'interesse

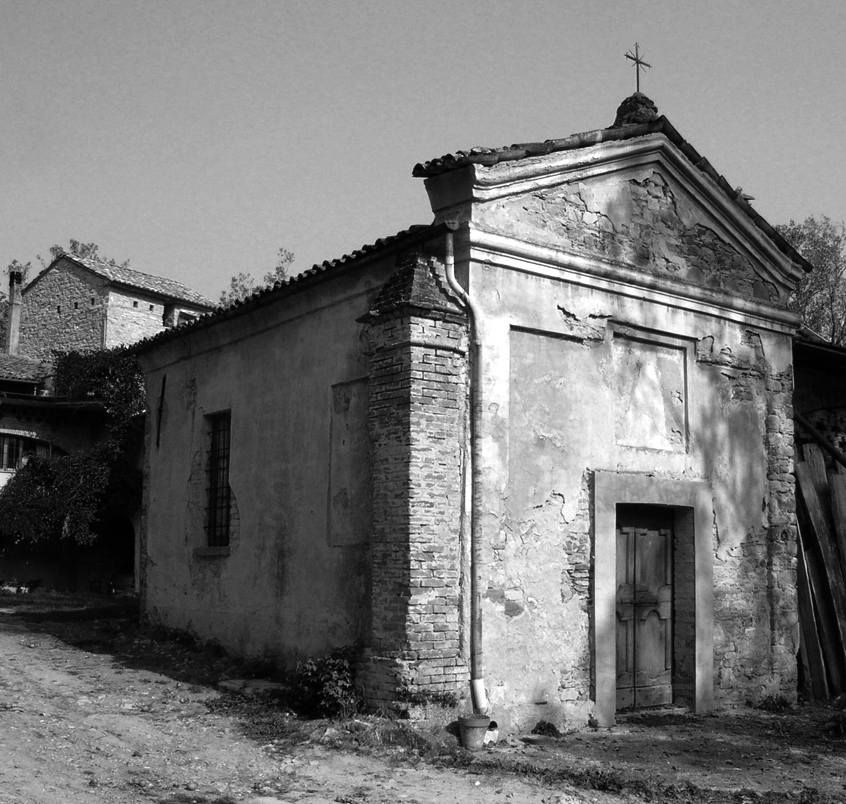
L'oratorio della Madonna Addolorata

Oratorio della Madonna AddolorataLa costruzione dell'oratorio di Case Gazzoli risale alla fine del XVIII secolo. Le prime notizie certe sull'edificio risalgono al 1794, anno in cui il sacerdote Dionisio Orsi e il fratello Giovanni, proprietario del complesso di Case degli Orsi di Gazzoli, inviarono una supplica al vescovo di Piacenza per sollecitare la realizzazione dell'edificio, mettendo a disposizione venti pertiche di terra come indennizzo. Fino a quel momento Case Gazzoli era posto sotto la giurisdizione ecclesiastica della chiesa di Gabbiano. Il resoconto della visita pastorale condotta dal vescovo nel 1821 riporta che la costruzione dell'oratorio risale a ventisette anni prima. L'oratorio, realizzato in muratura e pietra ed intonacato, presenta una struttura ad aula con copertura voltata a botte. La facciata conserva le tracce di un dipinto murale raffigurante la Madonna, forse realizzato nel 1921, in occasione della consacrazione dell'edificio alla Madonna Addolorata. Quando Ernesto Capelli acquistò la proprietà del complesso, nel 1921, l'oratorio verteva in uno stato di severo degrado, venendo utilizzato come deposito. Ernesto Capelli, il quale era particolarmente devoto alla Madonna, fece ristrutturare l'edificio, che venne consacrato alla Madonna Addolorata, e istituì la festa dell'oratorio nel giorno dedicato alla sua ricorrenza, il 15 settembre. Non si conosce la dedicazione originaria dell'oratorio: essa potrebbe, forse, essere la stessa della parrocchia di Gabbiano, da cui l'oratorio dipendeva, che era consacrata a San Giacomo. Fino al 1921 era presente all'interno dell'edificio una statua lignea dedicata a un Santo maschile non identificato la quale venne distrutta a causa delle pessime condizioni di conservazione e sostituita da una statua rappresentante la Madonna Addolorata, acquistata dallo stesso Capelli. Così come la statua lignea, buona parte degli arredi originali vennero eliminati e sostituiti. L'altare era costituito da una lastra di pietra sorretta da due appoggi a voluta, tuttavia, a seguito delle modifiche al rito della messa elaborate durante il concilio Vaticano II, la lastra e i suoi appoggi furono tolti e sostituiti da un tavolo, per permettere al parroco di celebrare la messa frontalmente rispetto ai fedeli.
Complesso di Case degli Orsi di GazzoliComplesso a corte con forma a U formato da abitazioni realizzate di pietra calcarea intonacata dallo spessore compreso tra i 50 e i 70 cm con inserti in mattoni laterizi e dotate da solai con travi lignee e pianelle di cotto. Le coperture sono costituite da travi lignee, mentre le pianelle di cotto su cui poggiavano inizialmente i coppi sono state, in molti casi, sostituite con lastre portacoppo realizzate in fibrocemento, tavelle o assito di legno. Con il tempo, diversi edifici della struttura hanno subito rilevanti modifiche, pur mantenendo ancora visibile l'originaria struttura del borgo.

## Economia
Il territorio della val Chiarone nei pressi di Case Gazzoli è dedicato prevalentemente all'agricoltura, con i campi coltivati che si alternano a superfici boscate. La zona presente anche una vocazione turistica, con la presenza di seconde case e attività di ristorazione.

## Infrastrutture e trasporti
La frazione è attraversata dalla strada provinciale 60 di Croce, che si dirama dalla ex strada statale 412 della Val Tidone a Trevozzo, frazione del comune di Alta Val Tidone, tocca Pianello per, poi, proseguire verso sud risalendo la val Chiarone fino a Case Gazzoli, da dove, in seguito, procede verso lo spartiacque con la val Luretta confluendo nella strada provinciale 65 della Caldarola nel comune di Piozzano.